# Pantheeramkavu
Pantheeramkavu là một thị trấn thống kê (census town) của quận Kozhikode thuộc bang Kerala, Ấn Độ.

## Nhân khẩu
Theo điều tra dân số năm 2001 của Ấn Độ, Pantheeramkavu có dân số 24.495 người. Phái nam chiếm 50% tổng số dân và phái nữ chiếm 50%. Pantheeramkavu có tỷ lệ 84% biết đọc biết viết, cao hơn tỷ lệ trung bình toàn quốc là 59,5%: tỷ lệ cho phái nam là 86%, và tỷ lệ cho phái nữ là 82%. Tại Pantheeramkavu, 11% dân số nhỏ hơn 6 tuổi.